# Liber Diurnus Romanorum Pontificum

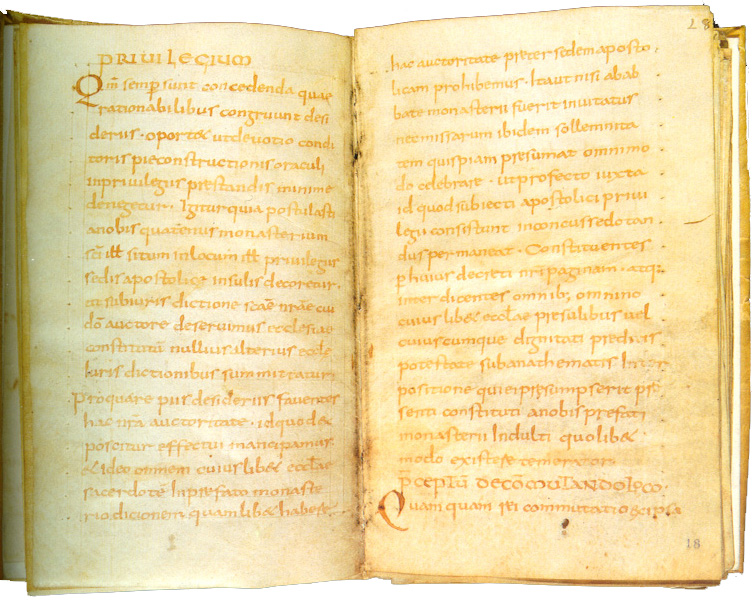
Pagine dal Liber Diurnus Romanorum Pontificum (MS Vaticanus)

Liber Diurnus Romanorum Pontificum (in latino "Registro giornaliero dei Pontefici Romani") è la denominazione di una raccolta di scritti dell'amministrazione papale a Roma. La raccolta comprende documenti del periodo dalla fine del V secolo fino all'XI secolo.

## Contenuto e storia
La raccolta contiene ca. 100 formulari per le pratiche abituali della cancelleria, come lettere, formulari per l'elezione, l'intronizzazione e il funerale del papa, sul procedimento per la nomina dei vescovi, sulla fondazione dei monasteri e l'inaugurazione delle chiese, cioè documenti che riguardano tutti gli ambiti dell'amministrazione della Chiesa. I primi documenti provengono dalla fine del V secolo, per quanto vi siano opinioni diverse sull'esatta datazione. Parti essenziali della raccolta provengono dall'epoca dei papi Gelasio I (492-496) e Gregorio I (590-604). Il Liber Diurnus fu in uso nella Cancelleria papale fino all'XI secolo. A causa di cambiamenti e delle mutate esigenze della burocrazia il libro non fu più usato e cadde nell'oblio.
Intorno al 1641 una copia fu riscoperta nel monastero di Santa Croce in Gerusalemme a Roma dal sovrintendente della Biblioteca Vaticana Luca Olstenio. Dal collega dei Gesuiti a Parigi, al Collège de Clermont, Olstenio ricevette un'ulteriore copia. Non ottenne tuttavia il permesso di pubblicare i testi, «perché si pensò che potesse riuscire di pregiudizio alla Santa Sede e offrire materiale pericoloso di polemica sia ai protestanti sia ai gallicani, soprattutto forse per le espressioni contrarie a papa Onorio I; invece fece maggiore scandalo la notizia risaputa dell'impedita pubblicazione».
La copia parigina fu pubblicata per la prima volta nel 1680 dal gesuita Jean Garnier. L'originale di questa edizione a stampa, in parte criticamente difettoso, andò parzialmente perduto. Il benedettino Jean Mabillon pubblicò un supplemento all'edizione Garnier. Una combinazione di queste edizioni a stampa fornì la base per la stampa Basler del 1741, che fu accolta da Jacques Paul Migne nella sua edizione completa del testo della Patrologia Latina del 1851 (PL 105,21-186).

## Manoscritti
I tre manoscritti (MS), che formano la base per le edizioni del testo, sono:
1. il MS Vaticanus, che è stato scoperto da Luca Olstenio in Santa Croce di Gerusalemme a Roma ed è oggi custodito nell'Archivio segreto vaticano (Misc., Arm. XI, 19);
2. il MS Claromontanus di Parigi;
3. il MS Ambrosianus dell'Abbazia di San Colombano in Italia, dal 1606 nella Biblioteca Ambrosiana a Milano (Ambros. I 2 sup.). Il manoscritto è nato sull'isola di Reichenau.

## Edizioni
- Theodor von Sickel, Liber Diurnus Romanorum Pontificum ex unico codice Vaticano, Vienna 1889.
- Hans Foerster, Liber Diurnus Romanorum Pontificum, Berna 1958.
- Il Codice Ambrosiano del Liber Diurnus Romanorum Pontificum, a cura di L. Gramatica, E. G. Galbiati, in Analecta Ambrosiana, vol. 7, 1921 (facsimile).